# クリストファー・ネメス
クリストファー・ネメス（Christopher Nemeth、フルネーム：クリストファー・ルイ・ネメス（Christopher Lui Nemeth）、1959年4月20日 - 2010年9月22日）はイギリス・バーミンガム生まれのファッションデザイナー。
活動拠点を東京に構え、独特の服作りでジョン・ガリアーノ、キム・ジョーンズらファッション業界関係者を中心に根強いファンを持った。俳優の竹中直人はテレビ出演時にたびたびネメスを着用している他、野球選手のイチローも度々ネメスを着用している姿が報道で確認されている。

## 経歴
1959年4月20日、イギリス・バーミンガムに生まれる。
1979年、キャンバーウェル・カレッジ・オブ・アーツで絵画を学ぶために、バーミンガムからロンドンへ転居する。
1982年にキャンバーウェル・カレッジ・オブ・アーツを卒業。卒業後、しばらく絵画を描き続けたが生計を立てるには至らず、服を買う余裕すらなかった。また、着たいと思える服がなかなか見つからなかったこともあり、自分の服を自ら作ることを思案。着古した服を参考に自らパターンを引き、郵便配達袋等を再利用するなどリサイクリング的な手法を使って、手縫いで服を完成させていった。その後、ネメスは1960年代から1990年代までサブカルチャーの発信地であったケンジントン・マーケットで、作った服を売り出した。
1985年4月、ロンドンのコヴェント・ガーデンを歩いていた時に、写真家のマーク・レボンと出会う。ネメスと意気投合したマーク・レボンは、1985年6月、ケンジントン・マーケットへ出向き、ネメスの全コレクションを購入した。そして、i-Dの撮影でそれらの服を使用し、ネメスを新鋭デザイナーとして紹介した。
その後、ネメスはマーク・レボンの紹介で、スタイリストのジュディ・ブレイムと出会う。当時、ジュディ・ブレイムは宝飾デザイナーとしても活動しており、シューズデザイナーのジョン・ムーアらと制作活動を行っていた。ネメスは方向性を同じくするこれらのクリエイターらと親交を交わしていき、ロンドンの北東、キングスランド・ロード付近あったジョン・ムーアのショップ、「ハウス・オブ・ビューティー・アンド・カルチャー」を活動拠点に、創作活動を本格化していった。
次第にThe FaceやTatlerなど様々な雑誌で取り上げられだし、ロンドンのセレクトショップ、バザーで販売を開始。ロンドンで初めてのコレクション「アンシエント・ブリトン」を発表。
1986年6月、東京のセレクトショップ、ゼクトアで服を販売し始め、拠点を東京に移す。
1992年4月30日、東京都港区西麻布にて、マーク・レボンのディレクションによりコレクションを発表。
1993年11月1日、東京都渋谷区道玄坂にて、コレクション「バイオレンス・マテリアル」を発表。
1993年12月、「ショップ・クリストファー・ネメス」オープン。その後、大阪、福岡、名古屋にもショップ展開した。
1994年12月16日、東京都渋谷区恵比寿にて、ジュディ・ブレイム、マーク・レボン、ネリー・フーパーらと共に、コレクション「ハード・ワーク」を発表。当時、スーパーモデルとして活躍していたジェニー・ハワース、市川実和子、本木雅弘などがモデルを務めた。
2009年11月、川久保玲監修のトレーディング・ミュージアムにて販売開始。
2010年9月22日、肺癌により死去。国内外に多くのファンを残しその生涯を終える。多くのファンや関係者から追悼のコメントが寄せられた。
2015年1月22日、ルイ・ヴィトンのアーティスティック・ディレクターを務めるキム・ジョーンズが、ルイ・ヴィトン2015年春夏メンズ・コレクションにて、クリストファー・ネメスの生前の作品と彼自身の人生に捧ぐコレクションを発表。ネメスのアイコニック的な柄として知られる縄柄をふんだんに取り入れたコレクションとなった。

## 関連人物
- ジョン・ガリアーノ
- 川久保玲
- マルタン・マルジェラ
- ルイ・ヴィトン